# Céline Carzo
Céline Carzo es una cantante francesa nacida en 1972 en Niza que representó a Luxemburgo en el Festival de la Canción de Eurovisión 1990. 
Tenía 17 años cuando representó a Luxemburgo con Quand je te rève, con la que consiguió una 13.ª posición.